# ミラノ・ポルタ・ヴェネツィア駅
ミラノ・ポルタ・ヴェネツィア駅（イタリア語: Stazione di Milano Porta Venezia）はイタリアのミラノにあるミラノ通行線の駅であり、ミラノ近郊鉄道 S1, S2, S5, S6 及び S13の各線の列車が停車する。1997年12月21日に開業した。
ミラノ地下鉄 M1線 ポルタ・ヴェネツィア駅との乗換駅でもある。